# Haradzisjtja (ort i Belarus, Brests voblast)
Haradzisjtja (belarusiska: Гарадзішча) är en köping i Belarus.   Den ligger i voblasten Brests voblast, i den centrala delen av landet, 120 km sydväst om huvudstaden Horad Mіnsk. Haradzisjtja ligger 201 meter över havet och antalet invånare är 2 040.

## Natur
Terrängen runt Haradzisjtja är platt. Trakten är glest befolkad. Det finns inga andra samhällen i närheten.